# Condado de Ouachita
El condado de Ouachita (en inglés: Ouachita County), fundado en 1842, es un condado del estado estadounidense de Arkansas. En el año 2000 tenía una población de 28 790 habitantes con una densidad poblacional de 15.18 personas por km². La sede del condado es Camden.

## Geografía
Según la Oficina del Censo, el condado tiene un área total de 1917 km² (740,2 mi²), de la cual 1896 km² (732 mi²) es tierra y 18 km² (6,9 mi²) es agua.

### Condados adyacentes
- Condado de Dallas (norte)
- Condado de Calhoun (este)
- Condado de Union (sur)
- Condado de Columbia (suroeste)
- Condado de Nevada (oeste)
- Condado de Clark (noroeste)

### Ciudades y pueblos
- Camden
- Bearden
- Chidester
- Cullendale
- East Camden
- Louann
- Reader
- Stephens

## Principales carreteras
- U.S. Highway 79
- U.S. Highway 278
- Carretera 4
- Carretera 7
- Carretera 9
- Carretera 24